# Noviherbaspirillum agri
Noviherbaspirillum agri es una especie de bacteria gramnegativa del género Noviherbaspirillum. Fue descrita en el año 2017. Su etimología hace referencia a pradera. Es aerobia y móvil por flagelo polar. Tiene un tamaño de 1-1,3 μm de ancho por 1,5-2 μm de largo. Forma colonias circulares, lisas, convexas, opacas y de color amarillo en agar R2A tras 4 días de incubación. También crece en agar TSA, pero no en MacConkey, NA, LB, MA ni BHI. Temperatura de crecimiento entre 10-45 °C, óptima de 25-37 °C. Contiene pigmentos carotenoides. Catalasa negativa y oxidasa positiva. Tiene un contenido de G+C de 65,2%. Se ha aislado de una pradera contaminada por aceites en Biratnagar, Nepal.